# Kulový blesk (film)
Kulový blesk je česká filmová komedie z roku 1978, kterou napsali Ladislav Smoljak a Zdeněk Svěrák a režírovali ji Smoljak a Zdeněk Podskalský. Pro Smoljaka šlo o jeho režijní debut. Film vypráví příběh o „největší akci v dějinách stěhování“, dvanáctisměně bytů v Praze.

## Herecké obsazení
| Rudolf Hrušínský         | dr. Radosta                     |
| Karel Kalaš              | pan Bílek, operní zpěvák        |
| Josef Abrhám             | Vladimír Knotek, psycholog      |
| Daniela Kolářová         | Věra Knotková, jeho žena        |
| Dana Vávrová             | dcera Knotkových                |
| Daniel Beran             | syn Knotkových                  |
| Milada Ježková           | Anežka Jechová                  |
| Bedřich Prokoš           | Bohumil Flieger                 |
| Zita Kabátová            | Jarmila Opatrná                 |
| Ladislav Smoljak         | Ing. Severín                    |
| Zdeněk Svěrák            | MUDr. Ječný                     |
| Marie Málková            | paní Ječná                      |
| Jaroslav Vozáb           | inspektor Drahota               |
| Zora Božinová            | paní Drahotová                  |
| Věra Kalendová           | Máňa, kamarádka paní Jechové    |
| Karel Bělohradský        | pan Klabouch, soused Knotkových |
| Petr Brukner             | Miroslav Pivoňka                |
| Vlasta Žehrová           | Anděla Pivoňková                |
| Rudolf Vodrážka          | pan Kadlec                      |
| Karolina Slunéčková      | paní Kadlecová                  |
| David Smoljak            | Jirka Kadlec                    |
| Pavel Vondruška          | oddávající                      |
| Josef Koudelka Bergstein | fotograf                        |
| Vít Olmer                | houslista                       |
| Emilie Zíchová           | svědkyně s houslemi             |
| Zdeněk Srstka            | stěhovák                        |
| Tibor Kiss               | pan Fazekaš                     |
| Marie Kissová            | Eržika Fazekašová, jeho žena    |
| Eliška Moulisová         | Eržika Fazekašová ml.           |
| Marie Kissová ml.        | Maruška Fazekašová              |
| Alena Kissová            | další dcera Fazekašových        |

## Děj
Dr. Radosta na žádost řady zájemců o výměnu bytů v Praze organizuje „dvanáctisměnu“, tedy současné přestěhování 12 rodin. Akci nazval „Kulový blesk“, neboť musí proběhnout rychle, energicky a naráz. Z řad zájemců mu asistují pan Knotek, psycholog pracující většinou doma, jako jeho pobočník, a Ing. Severín, který jako jediný má zaručeně spolehlivé osobní auto, jako spojka. 
Radosta pro zdar svého podniku, který označuje za „největší akci v dějinách stěhování“, neváhá přeobjednat svatbu dvou postarších účastníků směny (pana Fliegera a paní Opatrné) na dřívější termín, aby v době stěhování už byli manželi. Tím však způsobí, že panu Fliegerovi se nemůže zúčastnit domluvený svědek, kterého musí zastoupit pan Knotek. Ten se přes původní zdráhání uvede během hostiny do nálady a nakonec v opilosti zorganizuje noční „cvičný přesun“, kdy s dalšími rozjařenými svatebčany obchází další účastníky směny, budí je a přesvědčuje, aby si stěhování „nacvičili“. To se setká s různými reakcemi od pozitivních (např. doktor Ječný je pozve dál a naleje ze svých zásob) po naprosto odmítavé. Největší ostudu společnost způsobí u Kadleců, kam se dobývají házením kamenů do okna a rozbijí ho, a seriózní inspektor Drahota je tak znechucen, že chce od celé akce odstoupit. Rozlícený Radosta pak donutí Knotka (kterého si manželka musela vyzvednout spícího u Pivoňků), aby se všem osobně omluvil.
Samotní Knotkovi se mají přestěhovat do velkého bytu penzionovaného pěvce mistra Bílka, zatímco do jejich menšího bytu má přijít stará paní Jechová. Ta si postupně vymiňuje různé ústupky, například aby jí Knotkovi v bytě nechali svou pračku, a hlavně je nespokojena s umístěním Knotkovic sklepa na uhlí, který je pro ni příliš daleko a hluboko. Knotek je v zájmu přestěhování nucen domluvit výměnu sklepa s nerudným sousedem Klabouchem, a kromě zaplacení odškodného musí všechno uhlí přenosit.
Ani průběh samotného stěhování se neobejde bez komplikací. Nejdříve se zdá, že celá akce ztroskotá na paní Jechové, která se nedokáže se svým starým bytem rozloučit a chce v poslední chvíli svou účast zrušit. Přivolaný dr. Radosta ji nakonec udolá, když jí v děsivých barvách vylíčí, jako škodu by tím všem způsobila a že by ji dal k soudu. Ještě horší situace nastane v bytě starého pana Bílka, kterého není možné probudit a vypadá, že je mrtvý. Radosta Knotkovi vysvětlí, že Bílkovu smrt je nutné udržet v tajnosti, aby to vypadalo, že zemřel až v novém bytě – jinak směna nemůže být platná. Důkladně ho tedy na divanu zakryjí a zabalí, a přidají mezi stěhovaný nábytek. Ukáže se ale, že právě tento divan od Bílka už koupil dr. Ječný, sběratel starožitností, který se neodbytně snaží si ho převzít. Radostovi nezbývá než přiznat barvu, ale po sundání peřiny se ukáže, že kus byl mezitím ve stěhovacím zmatku vyměněn a zabalený pan Bílek byl nejspíš odvezen na nové bydliště manželů Fliegerových. Všichni spěchají na místo, kde ale s úžasem spatří pana Bílka sedět a pokuřovat na „svém“ divanu. Ukáže se, že jen tvrdě spal po dlouhém balení věcí, a celá dvanáctisměna tak nakonec zdárně proběhne.
Během závěrečných titulků pak vidíme, jak dr. Radosta plánuje další akci, tentokrát čtyřiadvacetisměnu, pod názvem „Kulový blesk II“ (přičemž jména na diagramu patří členům štábu).

## Citáty
| „ | Máte sklep? A mohla bych ho vidět? | “ |

| „ | To je pěkná půdička… tady se mi to bude věšet. | “ |

| „ | Máňa řikala, že dokud se nevystěhuju, že to neni směroplatný. | “ |

## Zajímavosti
Zdeněk Svěrák v jednom rozhovoru vzpomínal, že inspirací pro film o hromadném stěhování bylo vyprávění literárního vědce a jejich přítele Vladimíra Karfíka, jenž byl součástí náročné čtyřsměny, kterou organizoval člen Akademie věd. To vedlo Svěráka se Smoljakem k myšlence o monstrózní deseti- či dvanáctisměně. Svěrák přiznal, že má tento film velmi rád, že je veselý i smutný, zkrátka bravurně natočená hořká komedie. Zároveň by některé scény (na nichž lpěl zejména Ladislav Smoljak) vystřihl, např. scénu osamoceného klavíru, kde ze zdi mizí obrázky nebo couvání stěhovacího vozu do průjezdu. Snímek podle něj stojí především na výkonu Rudolfa Hrušínského, jenž dokonale pochopil roli dr. Radosty.
Při úvahách o různých stěhovacích komplikacích padl i návrh na úmrtí, ale nakonec autoři mínili, že by to snímek příliš negativně zatížilo. Motiv se ve filmu objevil pouze jako zdánlivé úmrtí pana Bílka. Obdobnou situaci použili už ve filmu Na samotě u lesa, kde se také vzbudí dojem, že pan Komárek skonal, ale ukáže se, že to není pravda.
Ladislav Smoljak vzpomínal na film Kulový blesk s velkou nostalgií, neboť to byl jeho první režijní počin. Formálně ho zastřešil Zdeněk Podskalský (kterému byl scénář původně nabídnut), neboť Smoljak jako debutant musel podle barrandovských zvyklostí pracovat „pod dohledem“ zkušenějšího režiséra. Kolegiální Podskalský v praxi Smoljakovi nechal volnou ruku a nechal ho pracovat víceméně samostatně. Později se Smoljakem a Svěrákem natočil hudební komedii Trhák a zahrál si malou roličku v jejich filmu Jára Cimrman ležící, spící.
Smoljak jako režisér vyzdvihoval kromě Rudolfa Hrušínského i Miladu Ježkovou, důchodkyni a neherečku, která se proslavila ve filmech Miloše Formana. Právě věty její paní Jechové se zařadily k nejpopulárnějším citátům z filmu a o pár dekád později se dostala i mezi internetové memy. 
Kameraman Ivan Šlapeta měl nápad využít Smoljakovy podoby s Albertem Einsteinem. Nechal pověsit na stěnu plakát Einsteina a natočil záběr, kdy kamera sjíždí z plakátu na Smoljaka v roli potrhlého inženýra Severína. 
Film měl u publika úspěch, protože téma stěhování a problémy s ním spjaté byly mezi obyvatelstvem dobře známy. Ladislav Smoljak jej viděl znovu cca 2–3 roky po premiéře na festivalu v Novém Městě nad Metují, kde vyhrál. Při promítání tu režisér pohoršil jednoho kritika, kterému přišlo nevkusné, že se směje vlastnímu filmu. Natolik byl pan Smoljak se svým režijním debutem spokojen.
Daniela Kolářová si scénář filmu zamilovala a pochvalovala si i uvolněnou atmosféru natáčení. Scénáři přitom hrozilo, že nemusel být schválen. Kolářová se většinou nedívá na filmy, v nichž účinkovala, Kulový blesk je výjimka. Bylo to pro ni jedno z nejpříjemnějších filmových natáčení.
Ve filmu se jako jeden z vynálezů ing. Severína objevuje i airbag, dokonce v akci. V době vzniku scénáře už tento bezpečnostní prvek sice existoval, ale prakticky se používal pouze u několika luxusních modelů zahraničních aut. Sám Zdeněk Svěrák v diskusi na svých stránkách uvádí, že tehdy neměli ani tušení, co světové automobilky chystají, a tak lze s trochou cimrmanovského humoru tvrdit, že jej tandem Smoljak + Svěrák nezávisle na světě vynalezl.[zdroj?] Dalším Severínovým zlepšovákem je vnitřní stěrač zadního skla. Inženýrův za všech okolností pojízdný červený automobil Škoda 120 L se SPZ AU-17-18 se stal jedním ze symbolů filmu, objevil se i na plakátech.
Hlavní role psychologa Knotka byla nejdříve nabídnuta Miloni Čepelkovi (herci Divadla Járy Cimrmana), ten však nakonec odmítl. Na rozdíl od jiných filmových nabídek ale o této silně uvažoval. Úlohy se nakonec zhostil Josef Abrhám, který se Smoljakem a Svěrákem spolupracoval už na jejich předchozí komedii Marečku, podejte mi pero! a stal se jejich velmi oblíbeným hercem. Drobné role si (vedle samotných autorů) zahráli jiní členové divadla – Jaroslav Vozáb, Pavel Vondruška nebo Petr Brukner. 
Role starého pana Bílka, umělce na odpočinku, byla původně nabídnuta Janu Werichovi, kterého si autoři velmi vážili. Werich ale s díky odmítl, protože se na filmování už zdravotně necítil. Roli nakonec zahrál operní pěvec Karel Kalaš, jemuž byla přizpůsobena na tělo. Také romskou rodinu Fazekašových ztvárnili vesměs členové skutečné rodiny Kissových. Pro představitele otce Tibora Kisse to nebyla jediná zkušenost před kamerou, o 15 let dříve se už ve dvou filmech objevil. Jeho hlas však neslyšíme, nadaboval ho Mirko Musil. Rozvádějící se manžele Kadlecovy, kteří spolu komunikují jen prostřednictvím syna Jirky, zahráli skuteční herečtí manželé Karolina Slunéčková a Rudolf Vodrážka.